# Ика (регион)
Ика (исп. Ica , кечуа Ika suyu) — регион на юго-востоке Перу. Граничит на западе с Тихим океаном, на севере с регионом Лима, на востоке с регионами Уанкавелика и Аякучо, и с регионом Арекипа на юге.
Административный центр региона — город Ика в долине реки Ика.

## Географическое положение
Регион Ика примечателен своими ландшафтами. Это единственный регион на южном побережье, лежащий на равнине, в то время как Андские Кордильеры возвышаются позади него.
На побережье Тихого океана имеются и многочисленные пустынные области, например Ланча-Пампас и Виллакури-Пампас. Здесь дуют постоянные сильные ветра, так называемые «паракас», приносящие с собой облака песка. У побережья расположены несколько островов, среди прочих Чинча, Сан-Галлан, Баллестас, Индепенденсия и Санта-Роза.

## Климат
Климат Ики сухой, субтропический, среднегодовая температура составляет 22 °C, в отличие от побережья регионов Анкаш и Лима, в Ике в зимние месяцы солнечно и сухо. Ночи холодные, временами 7-8 °C , лето жарче и суше, чем в других прибрежных регионах, температура может достигать 36 °C .

## История
Регион Ика известен с древних времен, первые поселенцы появились здесь более 10 тысяч лет назад. Здесь процветали такие древние культуры как ика, наска, чинча и паракас.
Культура Паракас возникла между VII и II веком до н. э. её отличительными чертами являются текстиль и изделия из перьев, трепанация и мумификация умерших. Культура Наска, напротив, известна своей керамикой и тканями с изображениями животных и мифических существ, а также загадочными гигантскими рисунками, её расцвет пришелся на II—VII век. Они также оставили многочисленные акведуки, свидетельствующие о высоком уровне инженерной мысли.
В XV веке Пачакути завоевал территории долин рек Ики, Наски и острова Чинча.
В 1563 году сюда прибыли испанцы. Херонимо Луис де Кабрера основал город Вилла-де-Вальверде-дель-Валле-де-Ика, нынешний город Ика.   С тех пор регион стал центром виноградарства и хлопководства.
Во время войны за независимость Чили в Паракас прибыл генерал Хосе де Сан-Мартин. Сделав своей штаб-квартирой город Писко, он начал отсюда борьбу за независимость Перу.

## Административное деление

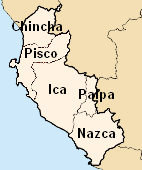
Провинции региона Ика.

Регион состоит из 5 провинций, которые подразделяются на 43 округа:
| № | Провинция       | Площадь, км² | Население, чел. (2012) | Административный центр     |
| - | --------------- | ------------ | ---------------------- | -------------------------- |
| 1 | Ика (Ica)       | 7 894,05     | 349 036                | Ика (Ica)                  |
| 2 | Чинча (Chincha) | 2 987,35     | 210 098                | Чинча-Альта (Chincha Alta) |
| 3 | Наска (Nazca)   | 5 234,08     | 58 817                 | Наска (Nazca)              |
| 4 | Пальпа (Palpa)  | 1 232,88     | 12 621                 | Пальпа (Palpa)             |
| 5 | Писко (Pisco)   | 3 957,15     | 206 014                | Писко (Pisco)              |

## Достопримечательности
- город Ика

Столица региона примечательна прежде всего своим Региональным музеем истории с интересной коллекцией предметов культуры и быта местных древних цивилизаций, а также музеем Камней Ики. Кроме этого, известным туристическим объектом является лежащий в пустыне оазис Уакачина, в 5 км от Ики.
- порт Писко и город Паракас

Писко, бывшая столица культуры паракас — самый крупный порт региона. Стоит посетить близлежащую бухту Паракас и музей города Паракас. Из Паракаса можно совершить экскурсию также и на остров Баллестас и в национальный заповедник Паракас.
- Наска

Главное чудо региона находится именно в Наске, в пустыне Атакама, называемой Пампа Колорада. С воздуха можно увидеть гигантские рисунки — геоглифы Наски, изображающие различные растения и животных. Считается, что эти рисунки, изображающие животных (паук, обезьяна, колибри, кондор, кит), человека и геометрические фигуры, являлись частью гигантского астрономического календаря, созданного с сельскохозяйственной целью (по теории Марии Рейхе). Некоторые ученые придают линиям церемониальное и ритуальное значение. Существует версия, что линии и фигуры являлись картой вселенной и одновременно посадочной площадкой для инопланетных кораблей.
- Качиче

Небольшая деревня недалеко от Ики известна своими ведьмами, практиковавшими белую магию и помогавшими местным жителям. На въезде в город стоит вырезанная из целого дерева скульптура первой ведьмы города, донны Юлии.
Кроме прочего, регион известен лучшими виноградниками, производством местной виноградной водки писко, ежегодными праздниками и церквями.